# Brundidge
Brundidge est une ville américaine située dans le comté de Pike en Alabama.
Selon le recensement de 2010, Brundidge compte 2 076 habitants. La municipalité s'étend sur 9,78 milles carrés (25,33 km2), dont 9,75 milles carrés (25,25 km2) de terres.

## Démographie
| 1880 | 1900 | 1910 | 1920 | 1930  | 1940  | 1950  | 1960  |
| ---- | ---- | ---- | ---- | ----- | ----- | ----- | ----- |
| 387  | 537  | 815  | 941  | 1 434 | 1 909 | 2 605 | 2 523 |

| 1970  | 1980  | 1990  | 2000  | 2010  | - | - | - |
| ----- | ----- | ----- | ----- | ----- | - | - | - |
| 2 709 | 3 213 | 2 472 | 2 341 | 2 076 | - | - | - |